# Statesville (North Carolina)
Statesville er en by og administrativt centrum for det amerikanske county Iredell County i staten North Carolina i USA. 

## Geografi
Byen ligger i de østligste udløbere af Blue Ridge Mountains i 280 meters højde over havet, lige syd for motorvejskrydset mellem Interstate Highway 40 og Interstate Highway 77. U.S. Highway 70 møder I-77 i selve byen. Byen har et samlet areal på 53,4 km². 

## Historie
De første hvide kom til området fra Pennsylvania omkring 1753. På det tidspunkt var området beboet af oprindelige amerikanere af catawba-stammen. Den første hvide bebyggelse blev kaldt Fourth Creek Congregation, efter den bæk, som var den fjerde vest for bebyggelsen Salisbury, og som gav ferskvand til nybyggerne. 
I 1755 gav koloniens guvernør, Arthur Dobbs tilladelse til opførelsen af et fort. Dette blev bygget ca 4-5 km nord for bebyggelsen, og en rekonstruktion af fortet er opført på dets oprindelige placering nordvest for byen. Fortet blev brugt i forsvaret at det britiske Nordamerikas vestlige grænse under den franske og indianske krig fra dets opførelse i 1755 til krigen sluttede i 1763. 
Bebyggelsen lå dengang i Rowan County, men i 1788, efter den amerikanske uafhængighedskrig, besluttede delstatsregeringen i North Carolina at opdele Rowan County, og Iredell County blev dannet ud fra den vestlige del af Rowan County. Det nye county fik sit navn fra James Iredell (der senere skulle blive dommer i USA's første højesteret), som boede i North Carolina og som havde været en af fortalerne for USA's løsrivelse fra England. Et år efter dannelsen af county'et, skulle man fastlægge, hvorfra dette skulle administreres, og man valgte Fourth Creek Congregation, som efterhånden blev kendt som Statesville.
I 1833 begyndte man at anlægge en jernbane, som skulle forbinde denne del af North Carolina med resten af staten. I midten af 1850'erne voksede byen kraftigt og Statesville blev foregangsby for North Carolinas produktion af tobak og tobaksprodukter. Desuden blev der produceret whiskey, og urter og rodfrugter var andre vigtige produkter.
Da nordstatstropper mod slutningen af den amerikanske borgerkrig erobrede North Carolinas hovedstad, Raleigh i april 1865 flyttede guvernøren, Zebulon Vance, hovedstaden til Statesville, som derefter var North Carolinas hovedstad i ca. en måned indtil hovedstaden blev flyttet tilbage til Raleigh, da North Carolina kapitulerede. Huset, som Vance boede i i denne måned, kaldes stadig Vance House. I 1867 og 1868 var byen skueplads for retssagen mod Tom Dooley, og den 1. maj 1868 blev han hængt for mordet på Laura Foster på en mark ved siden af den daværende jernbanestation.
Den 27. august 1891 forulykkede et passagertog ved Bostian Bridge, en bro over floden Third Creek ca. 3 km fra staionen i Statesville. 23 passagerer blev dræbt ved ulykken, hvor toget blev afsporet og flere vogne faldt ned i kløften under broen. Det viste sig ved nærmere undersøgelse, at de spigre, som fastgjorde skinnerne til svellerne, var blevet fjernet. Seks år senere tilstod to mænd forbrydelsen, som de blev dømt for. Ulykken er fortsat den værste jernbanekatastrofe i North Carolinas historie. 

## Befolkning
Ved folketællingen i 2010 havde byen 24.633 indbyggere, hvoraf 60 % var hvide og 32 % af afrikansk oprindelse. 
24 % af befolkningen var under 18, mens 17 % var over 65.

## Eksterne links
- Byens officielle hjemmeside (engelsk)
- Handelskammerets hjemmeside (engelsk)

35°47′12″N 80°52′43″V / 35.7867°N 80.8786°V